# 2029
Évszázadok: 20. század – 21. század – 22. század
Évtizedek: 1970-es évek – 1980-as évek – 1990-es évek – 2000-es évek – 2010-es évek – 2020-as évek – 2030-as évek – 2040-es évek – 2050-es évek – 2060-as évek – 2070-es évek
Évek: 2024 – 2025 – 2026 – 2027 –  2028 – 2029 – 2030 – 2031 – 2032 – 2033 – 2034

## Várható események

### Határozott dátumú események
- január 1. – Luxemburg veszi át az Európai Unió Tanácsának soros elnökségét Lettországtól.[1]
- január 14. – Részleges napfogyatkozás Észak- és Közép-Amerika felett.
- április 13. – A 99942 Apophis kisbolygó el fog haladni 32 ezer kilométerre a Földtől.[2]
- június 12. – Részleges napfogyatkozás Skandinávia, Alaszka, Észak-Ázsia és Kanada északi része felett.
- július 1. – Hollandia veszi át az Európai Unió Tanácsának soros elnökségét Luxemburgtól.[1]
- július 11. – Részleges napfogyatkozás Chile déli része és Dél-Argentína felett.
- december 5. – Részleges napfogyatkozás Dél-Argentína, Chile déli része és az Antarktisz felett.

### Határozatlan dátumú események
- az év folyamán – Elkészül a Fehmarnbelt-kapcsolat.
- az év folyamán – Elkészül a Giant Magellan Telescope.[3]
- az év folyamán – Románia belép az eurózónába.[4]
- az év folyamán – A New Horizons elhagyja a belső Naprendszert
- az év folyamán – Számítások szerint a mesterséges intelligencia képes lesz teljesíteni a Turing-tesztet és eléri az általános mesterséges intelligencia szintet.

## Az év témái

### Kiemelt témák és évfordulós emlékévek 2029-ben

#### Évszázados évfordulók
- március 28. – Psota Irén kétszeres Kossuth-díjas magyar színésznő, a nemzet színésze születésének 100. évfordulója.
- május 10. – Kányádi Sándor erdélyi magyar költő születésének 100. évfordulója.
- szeptember 20. – Bitskey Tibor Kossuth-díjas magyar színész, a nemzet színésze születésének 100. évfordulója.